# Kammerspielfilm
Der Kammerspielfilm ist im engeren Wortsinn ein Subgenre des Stummfilms in Deutschland zur Zeit der Weimarer Republik und hatte seine Blütezeit zwischen 1921 und 1925. Er steht durch psychologische Ausformung von Figuren und Situationen in realistischer und naturalistischer Weise im Gegensatz zum expressionistischen Film. Im weiteren Wortsinn wird der Begriff Kammerspiel(film) auf solche Filme aus verschiedenen Zeiten und Ländern angewandt, in denen wesentliche Merkmale eines Kammerspiels auf der Bühne in Spielfilmen oder Fernsehfilmen verwendet werden, z. B. auf den Fernsehfilm Freunde (2021) oder die Fernsehserie Der Tatortreiniger (2011–2018).
Max Reinhardt führte den Begriff des Kammerspiels als Gattungsbegriff für die psychologisch genauen, in intimen Rahmen spielenden Dramen von Henrik Ibsen oder August Strindberg in die deutsche Kulturwelt ein. Der Film übernahm die Grundabsicht des Kammerspiels, Abläufe des Innenlebens der Figuren, ihre Gefühle und Leidenschaften abzubilden; Siegfried Kracauer sprach deshalb vom Triebfilm. Kammerspielfilme spielen oft in kleinbürgerlichem Milieu; die Protagonisten tragen oft keine Eigennamen, um sie als universelle Vermittler der Probleme ihrer Klasse zu präsentieren. Im Gegensatz zum Pathos des expressionistischen Films verzichten die Schauspieler auf übertriebene Gestik und Mimik, ihr Spiel ist zurückhaltend und naturalistisch. Die Regisseure des Kammerspielfilms arbeiten deshalb oft mit nahen und halbnahen Einstellungen.
Die realistisch abgebildeten Elemente der dinglichen Welt werden zu Sinnbildern psychologischer Situationen, etwa die Drehtür des Hotels in Murnaus Der letzte Mann (1924) als Symbol für die Zerstörung der sicher geglaubten Lebenssituation des Portiers. Der Einsatz von Zwischentiteln wird in den Kammerspielfilmen stark zurückgefahren oder es wird ganz darauf verzichtet, wie in Lupu Picks Sylvester (1924). Statt zur Vermittlung von Informationen dienen sie lediglich als dramaturgisches Mittel, psychologische Akzente zu setzen, wie etwa die Selbstanklage des Bahnwärters „Ich bin ein Mörder“, der einzige Zwischentitel in Scherben (1921).
Lupu Picks Scherben gilt als Beginn des Kammerspielfilms. Das Drehbuch stammte, wie die meisten Bücher für Kammerspielfilme, von Carl Mayer. Mayer gab in seinen Drehbüchern bereits genaue Anweisungen für Einstellungswechsel, Kamerabewegungen und Lichtsituationen vor. In Filmen wie Scherben und Hintertreppe (1921) wird die Kamera vom statischen Beobachter zum beweglichen Chronisten der Befindlichkeiten der Protagonisten, gipfelnd in der Entfesselten Kamera Karl Freunds in Murnaus Der letzte Mann.